# Аналитично моделиране
Аналитично моделиране, наричано още математическо моделиране е процесът на изграждане на модел с използване на априорни знания за обекта на изследване, налични преди провеждането на експеримент с обекта.
Понякога е възможно описанието на обекта да бъде получено аналитично, като за целта се прилагат основните принципи в съответната област на познанието (физика, химия, биология и т.н.) . Аналитичният подход за получаване на модели има предимството, че се базира на конкретните закономерности в изучаваните процеси. Получените по този начин модели обикновено са твърде сложни. От друга страна, невинаги е възможно аналитично да се уточни класът, подходящата структура на модела, значимите фактори, влияещи на изхода му, и др. В такъв случай се прилага експерименталният подход, наречен още идентификация, в основата на който е обработката на входно-изходни данни за изследваната система (или обект – често в специализираната литература понятията обект и система се припокриват, когато става дума за моделиране).

## Етапи на аналитичното моделиране
Целта на изложението не е пълно представяне на подхода, а запознаване с етапите

му дотолкова, че да се добие представа за дейностите, свързани с аналитичното изграждане на модели.
В долните разглеждания е прието, че системите, които се изучават, са динамични и тогава най-общо етапите на аналитичното моделиране са дадени на Фигурата. Характерно за моделирането изобщо е, че то е итеративен процес

, което е отразено на фигурата. Някои от етапите може да не участват при изграждането на модела, например ако от априорната информация директно се получат обикновени диференциални уравнения (ДУ), то не се преминава през третия етап. Също така последователността на прилагане на етапите може да е различна. Моделирането се прекратява, ако описанието, получено от даден етап, е приемливо за поставените цели, например, ако се търси непрекъснат модел, очевидно той не се дискретизира.
Тъй като при чисто аналитичния подход достоверността на модела не се проверява с данни от експеримент с обекта, на всеки етап трябва да се следи за степента на влошаване на качеството на описанието. Този анализ значително усложнява моделирането и това е
основна причина за комбинирането на аналитичния подход с експерименталния.

### Граници на системата
На този етап обектът (изследваната система) се изолира от околната среда и, ако е необходимо, се обособяват подсистеми, което улеснява извеждането на модела.
При някои задачи конкретизирането на системата е очевидно и не изисква задълбочаване в проблема, но има области, където изолирането ѝ от средата е твърде условно. Може да се каже, че на този етап се определя „прозорецът“, през който изследователят изучава реалните явления. Тук се определят входовете и изходите, причинно-следствените връзки, измеримите и неизмерими смущения и т.н. Грешките, допуснати на този етап, са най-скъпо струващи, тъй като промяната на границите на системата може да обезсмисли много дейности, извършени междувременно в следващите етапи.

### Първоначален модел
След уточняване на системата се пристъпва към намиране на модел, обикновено система от уравнения

, който описва връзката между входовете и изходите. За целта се използват известните закони от съответната област. На този етап, с натрупване на знание за величините и уточняване на връзките между тях, е възможно някои граници на системата да се променят. Може да възникне необходимост нови величини да се включат, а други да отпаднат. При достатъчно априорна информация, обикновено в края на този етап, се получава сложен модел, в който параметрите и сигналите имат физически смисъл.
Следващите дейности са насочени към опростяване на модела, а степента на опростяването му зависи от целта, за която се изгражда.

### Преобразуване от частни в обикновени ДУ
Ако първоначалният модел съдържа частни производни, един начин за получаване на по-удобен за работа модел е частните ДУ да се преобразуват в обикновени. Този процес е наречен редукция. Примери за обекти, чиито начални модели са с частни производни, са ректификационните колони, резервоарите, изсушителите, тръбопроводите

и др. Общото при тях е, че сигналите зависят, освен от времето, и от пространствени променливи. Това означава, че моделите се състоят от частни производни по съответните променливи. Процесите в тръбопровод обикновено се представят с частни производни по една променлива, описваща изменението по надлъжната ос на тръбопровода, а при изсушителите например, производните са по трите пространствени координати.

### Линеаризация
Линейната теория намира широко приложение в практиката. Също така в много случаи нелинейните описания може да се линеаризират

и получените линейни модели да се използват успешно. Затова винаги, когато е възможно, се правят опити крайният модел да е линеен.
Ако моделът съдържа нелинейни ДУ, на този етап те се заменят с линейни, като обектът се описва в околност на избран режим на работа. Това се постига, като нелинейните функции се разложат в ред на Тейлър, в околност на работната точка. С отчитане на свободните членове и на тези от първи ред се получава линейна апроксимация на нелинейния модел. Ако областта на нормалната работа на обекта е изразено нелинейна, може да се формира набор от линейни модели, отговарящи на различни работни точки (описанието е почасти линейно), а ако линеаризацията не е удачна, се работи директно с нелинейния модел.

### Намаляване на реда на модела
Понякога сложността на модела може допълнително да се намали, ако редът на
описанията на отделните входно-изходни канали се редуцира

. От гледна точка на автоматиката, редът на модела влияе (с някои редки изключения) на реда на регулатора, на наблюдателя
на състоянието, на компенсиращи звена и други елементи, участващи в системата за управление. Така понижаването на реда на модела води до опростяване на структурата на други елементи от по-мащабни системи.

### Дискретизация
Дискретните модели намират голямо приложение както за управление, така и за анализ, предсказване и т.н. Основна причина е, че снемането на данни от експерименти се извършва в дискретни моменти от времето. Като резултат и оценителите на параметри, използвани в идентификацията, формират дискретни описания на системата. Много съвременни регулатори също имат дискретно действие, а това важи и за методите за предсказване на изхода, за оценка на състояния и т.н.

## Връзка с експерименталния подход
Обикновено двата подхода – аналитичният и експерименталният, се комбинират. Когато обектът е твърде сложен е възможно първо да се изведе опростен аналитичен модел като сложността му се определя от целите, за които се изгражда, а след това, с използване на данни да се доуточнят параметрите му, така че описанието да се доближи максимално да реалното поведение на обекта. Затова под понятието аналитично моделиране често се включват и елементи от експерименталния подход. Обратното също е валидно. Идентификацията не е пълноценна без предварителната информация за обекта и затова често при разглеждането ѝ се включват и елементи от аналитичния подход. При това положение според дейностите, които доминират, се определя за кой подход ще става дума.